# Zdeněk Šreiner
Zdeněk Šreiner (Ostrava, 2 de junho de 1954 - 28 de novembro de 2017) foi um futebolista profissional checo que atuava como meio-campo, campeão olímpico em Moscou 1980

## Carreira
Zdeněk Šreiner representou o seu país nos Jogos Olímpicos de Verão de 1980, conquistando a medalha de ouro.